# Le Progrès (Lyon)
Pour les articles homonymes, voir Le Progrès.
Le Progrès est un journal régional français, né en 1859, dont le siège se trouve à Lyon, dans le département du Rhône. Il est diffusé dans ce département ainsi que dans l'Ain, le Nord-Isère, la Loire, la Haute-Loire et le Jura.
Le Progrès est aujourd'hui une filiale du groupe EBRA.
Le journal a des titres différents pour plusieurs éditions locales : La Tribune - Le Progrès en Loire et Haute-Loire, et Le Progrès - Les Dépêches dans le Jura.

## Histoire

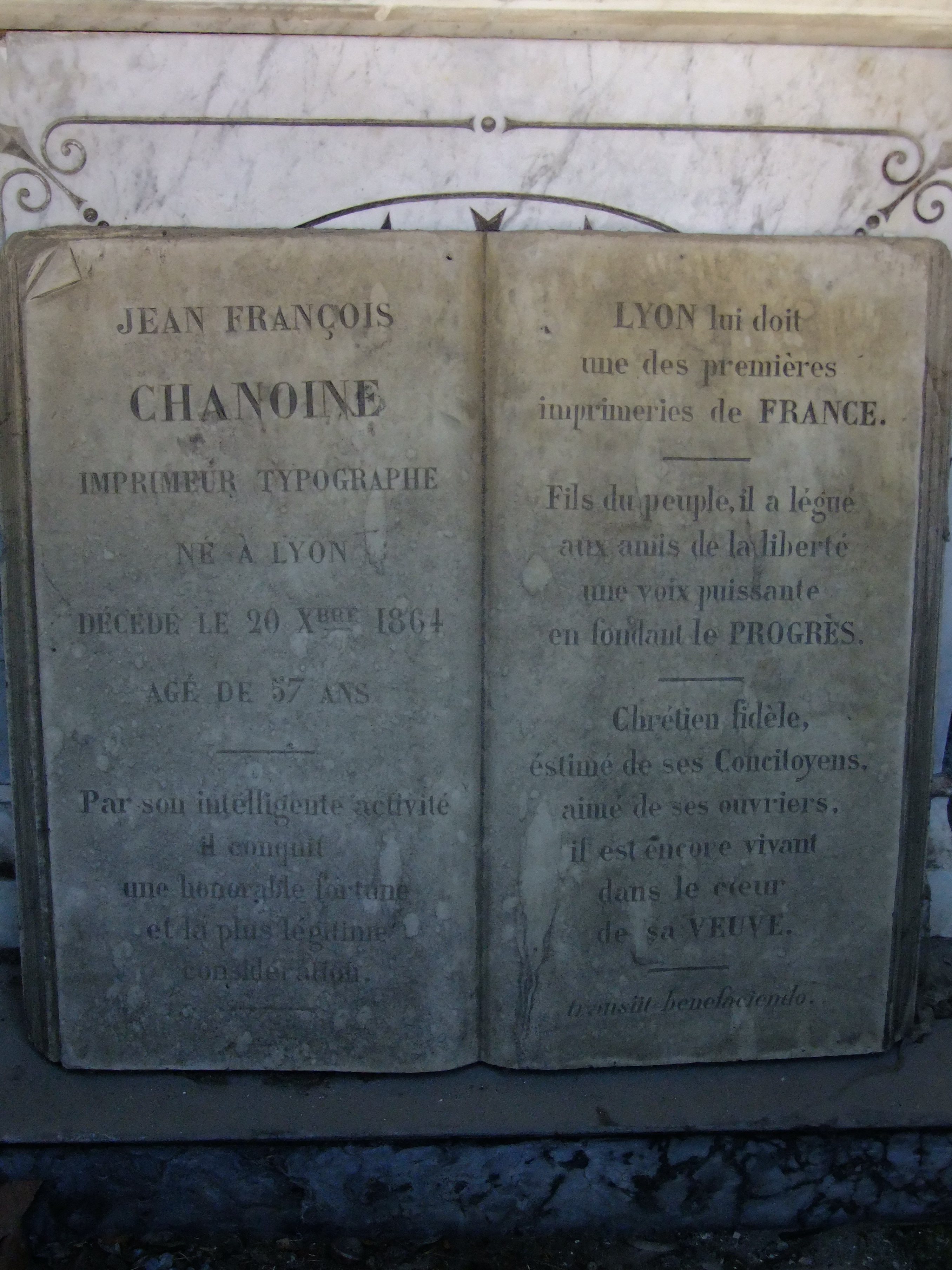
Hommage à Jean-François Chanoine, au cimetière de Loyasse.

Le Progrès est à l'origine un modeste journal qui paraît pour la première fois le lundi 12 décembre 1859. À cette époque, le journal était tiré sur des presses « à plat » installées au sous-sol de l’hôpital de la Charité à Lyon. Ses fondateurs sont : l'imprimeur Jean-François Chanoine, le journaliste Frédéric Morin et Eugène Beyssac. À l'époque, c'est un « journal indépendant et d'opposition républicaine », classé comme « républicain radical » sous le Second Empire. Sous la Troisième République, il soutient souvent Édouard Herriot contre Le Nouvelliste, par exemple dans la querelle sur la destruction de l'Hôtel-Dieu.
De 1890 à 1905, il est l'objet d'un supplément dominical, le Progrès illustré.
Lors de la Seconde Guerre mondiale, il continue à paraître dans un premier temps. Il s'arrête cependant lors de l'occupation de la zone libre le 12 novembre 1942, seul parmi les autres quotidiens lyonnais, tout en continuant à payer son personnel. Il réapparaît à la Libération le 8 septembre 1944, et affronte de nouveaux titres, qui disparaissent progressivement ; L’Écho du Sud-Est absorbe La Liberté, puis Le Progrès absorbe L'Écho-Liberté, tandis que La République/Le Patriote disparaît en 1956, victime indirecte des événements de Hongrie.
En 1959, pour son centenaire le tirage atteint les 391 000 exemplaires contre 150 000 en 1946.
Le groupe absorbe le quotidien stéphanois La Tribune du centre et du sud-est le 1er octobre 1963. Celui-ci, appelé précédemment La Tribune républicaine, devient l’édition La Tribune Le Progrès.
En septembre 1966, Le Progrès signe un accord avec Le Dauphiné libéré en vue de rapprocher les deux titres. C'est le début de la perte de contrôle du Progrès par la famille Brémond.
Dans les années 1980, avec ses 4 000 exemplaires, l'éphémère Lyon-Libération n'arrivera pas à inquiéter Le Progrès.
En 1986, Le Progrès est repris par Robert Hersant, en plus du Dauphiné Libéré.
En 2004, Le Progrès ainsi que l’ensemble des titres de la Socpresse (le « Groupe Hersant ») sont rachetés par le groupe Dassault.
En février 2006, le groupe de l’Est Républicain rachète le groupe Progrès/le Dauphiné Libéré, avant d'être lui-même racheté par SIM (ou groupe EBRA) une filiale de Crédit Mutuel Alliance Fédérale en 2009.
L'édition de Saône-et-Loire du Progrès, à savoir Le Journal de Saône-et-Loire, est le plus vieux quotidien régional français encore en activité. En effet, Le Journal de Saône-et-Loire, hebdomadaire fondé à Mâcon en 1826, est devenu quotidien en 1831. Son siège se trouve aujourd'hui à Chalon-sur-Saône. En 1967, il a participé à la fondation de l’Agence d'informations générales, locales, économiques et sportives. En 1989, il prend son indépendance.

## Identité

### Logos

Logo jusqu'en octobre 2022.
Logo depuis octobre 2022.

## Informations financières
Le Progrès a réalisé un chiffre d'affaires de 90 340 900 € en 2018 et enregistré une perte de 23 364 400 €. L'effectif moyen annuel 2018 est de 569 salariés.

## Locaux

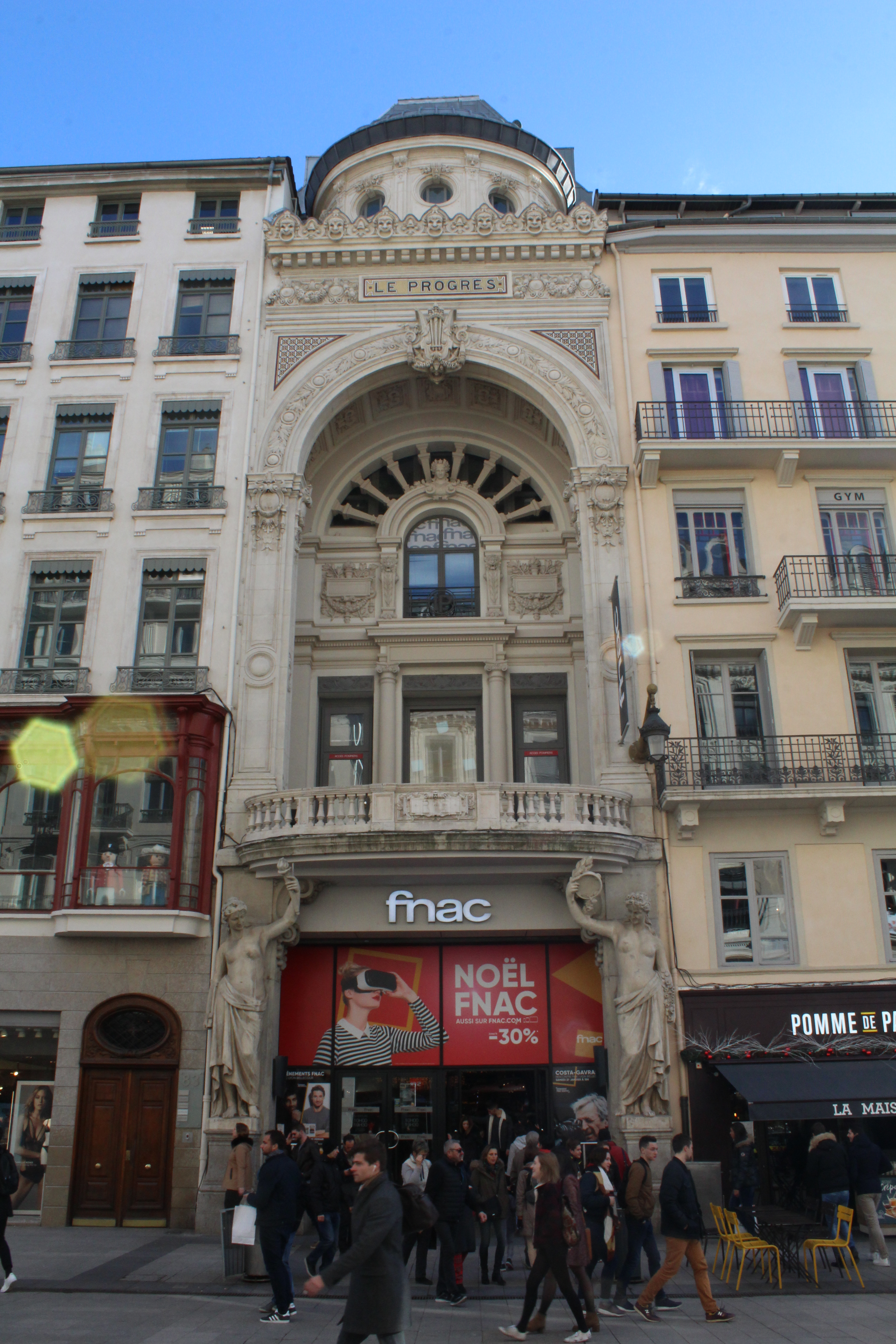
Ancien siège du Progrès, au centre de Lyon.

### Siège du journal
Le journal avait son siège dans un immeuble gardé par deux cariatides, rue de la République. Depuis 1985, ce bâtiment, est occupé par la Fnac « Lyon République ». Initialement, le bâtiment était le Théâtre Bellecour de 1880 à 1892. Les locaux du journal ont été déplacés en 2001, rue Servient dans le 3e arrondissement. Depuis novembre 2007, le siège est installé dans le quartier de La Confluence, au 4, rue Montrochet dans le 2e arrondissement.

### Imprimeries
Depuis 1966, l'imprimerie est située à Chassieu. Il imprime notamment depuis 2016 le journal I/O Gazette dédié aux festivals culturels dans le monde. La Tribune / Le Progrès (éditions de Loire et Haute-Loire) était jusqu’en 2007 imprimée à Saint-Étienne.

## Rédaction

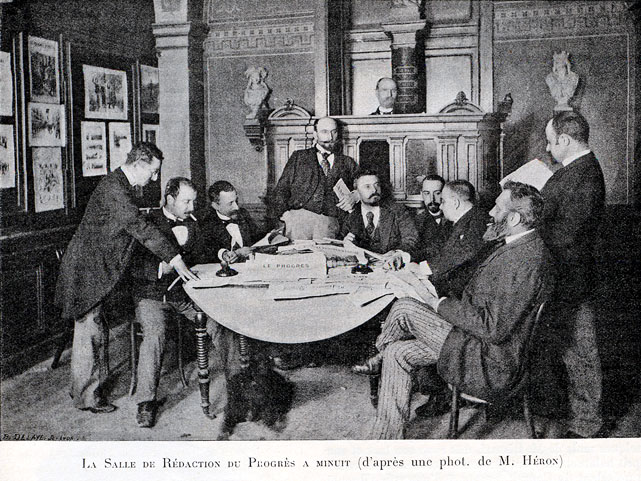
L'ancienne salle de rédaction.

La rédaction compte, en 2013, 260 journalistes, la majorité étant au siège lyonnais. Elle est en relation avec 1 700 correspondants.

### Indépendance éditoriale
En avril 2018, le journal d'investigation locale Mediacités rapporte que Le Progrès multiplie les événements (70 en 2017) organisés en partenariats avec des entreprises et des collectivités locales, pour faire face à l'érosion de son lectorat et le manque à gagner qu'il génère ; des journalistes de la rédaction les animent parfois. Ces événements sont souvent accompagnés de suppléments du journal, qui relèvent pour une partie d'entre eux de la communication (par opposition au journalisme) sans qu'une mention « communication » ou « publireportage » n'en informe les lecteurs. Mediacités questionne ces pratiques et cite des journalistes du Progrès et des membres du Syndicat national des journalistes (SNJ) qui les critiquent.

## Diffusion

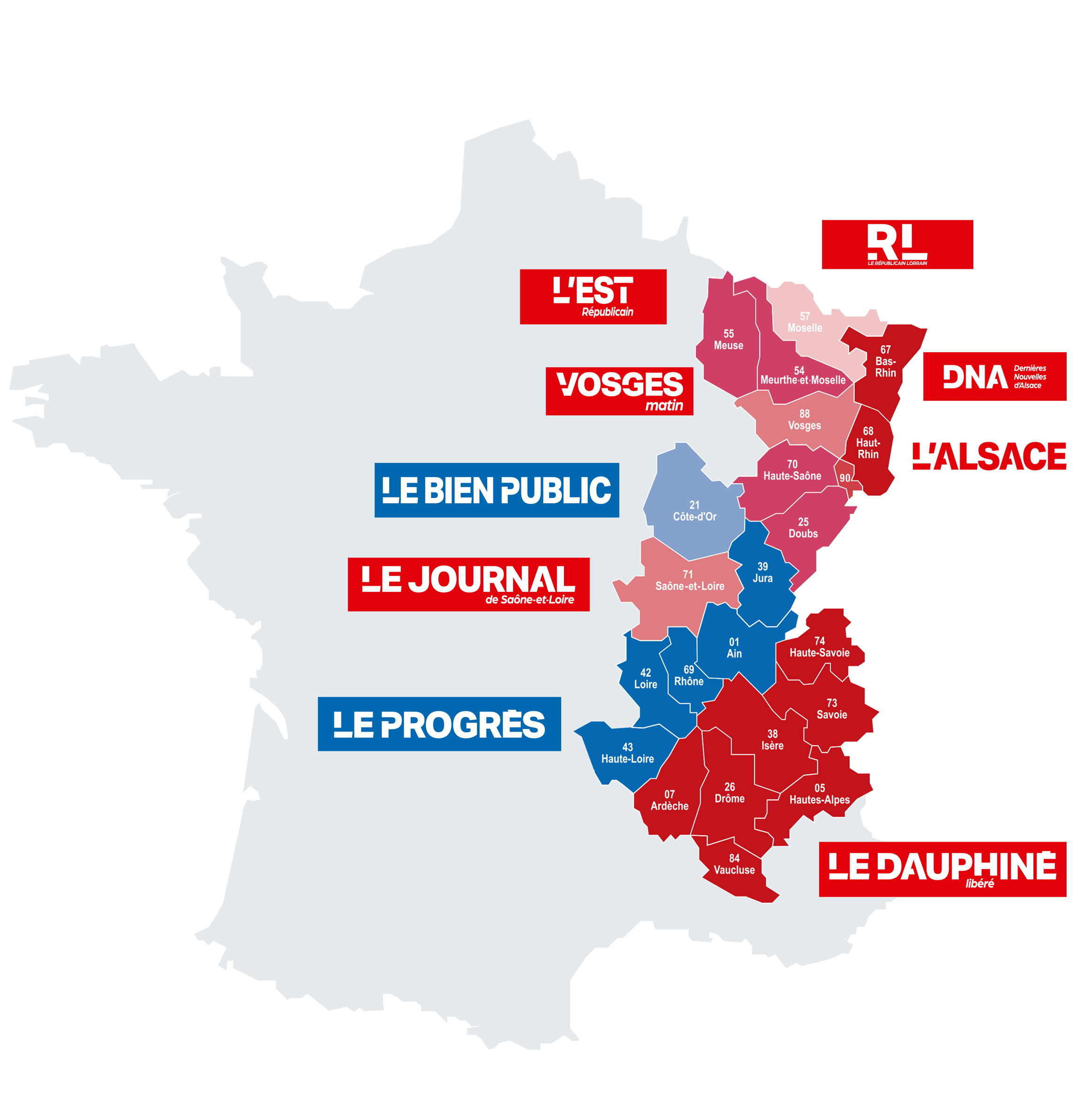
Carte de la zone géographique de couverture des titres EBRA.

### Les éditions locales
| Département                                         | Nombre | Nom des éditions |
| --------------------------------------------------- | ------ | --- |
| Ain                                                 | 3      | Bourg - Bresse - Val-de-Saône-Nord, Dombes - Côtière de l'Ain, Oyonnax - Léman - Bugey - Bas-Bugey                            |
| Jura (sous le titre Le Progrès - Les Dépêches)      | 1      | Jura |
| Haute-Loire (sous le titre La Tribune - Le Progrès) | 1      | Haute-Loire |
| Loire (sous le titre La Tribune - Le Progrès)       | 4      | Saint-Étienne - Ondaine, Forez, Gier et Pilat, Roannais                                                                       |
| Rhône                                               | 5      | Villefranche - Tarare, Oullins - Givors - Mont du Lyonnais, Lyon - Villeurbanne, Ouest Lyonnais et Val de Saône, Est Lyonnais |

### Filiales
Le groupe Progrès était propriétaire de la chaîne de télévision locale Télé Lyon Métropole (TLM) jusqu'à sa revente en 2010.
Le groupe Progrès est également l'éditeur du quotidien gratuit Lyonplus, publié entre 2004 et 2021.
L'agence de presse AGIR (Agence de Presse d'Informations Régionales), qui emploie notamment une dizaine de journalistes pigistes permanents, appartient également au groupe Progrès. En septembre 2010, l'existence d'une UES (unité économique et sociale) a été reconnue entre Agir et Le Progrès par le tribunal d'instance de Lyon.